# Tibea
Le tibea (ou djanti, minjanti, ngayaba, njanti, nyabea, zangnte) est une langue bantoïde méridionale du groupe Bafia parlée dans la région du Centre au Cameroun, dans le département du Mbam-et-Inoubou, à l'extrême-nord de l'arrondissement de Ngoro, au nord-est de Bafia, dans trois villages.
En 1992 on dénombrait 1 400 locuteurs. C'est une langue en danger (statut 6b)